# Transposition (Kryptographie)
In der Kryptographie ist die Transposition eine der beiden grundlegenden Verschlüsselungsklassen. Dabei werden die Zeichen einer Botschaft (des Klartextes) umsortiert. Jedes Zeichen bleibt zwar unverändert erhalten, jedoch wird die Stelle, an der es steht, geändert. Dies steht im Gegensatz zu der Klasse der (monoalphabetischen oder polyalphabetischen) Substitution, bei der jedes Zeichen des Klartextes zwar seinen Platz behält, jedoch durch ein anderes Zeichen ersetzt („substituiert“) wird.

## Methode
Ein Wort mit beispielsweise nur drei Buchstaben („aus“) kann nur auf sechs verschiedene Weisen umgestellt („permutiert“) werden, und zwar: aus, asu, uas, usa, sua, sau. Mit der Länge der Zeichenfolge steigt jedoch die Zahl der möglichen Anordnungen mehr als exponentiell an.
Eine zufällige Transposition längerer Zeichenketten erzeugt so ein relativ hohes Maß an Sicherheit, jedoch steht ein Empfänger vor dem gleichen Rätsel wie ein eventueller Abhörer, nämlich wie er die verschlüsselte Botschaft enträtseln soll (siehe auch: Anagramm). Daher müssen handhabbare Systeme der Transposition vereinbart werden – diese werden geregelte Transpositionen genannt.
Jede Transposition lässt sich auf eine polyalphabetische Substitution zurückführen. Dazu benutzt man die Hill-Chiffre mit einer Permutationsmatrix der Größe {\displaystyle n\times n}, die in jeder Zeile und jeder Spalte genau eine Eins enthält und sonst nur Nullen. Dadurch erhält man eine Abbildung, die identisch zur ursprünglichen Transposition ist.

## Beispiel
Als sehr einfaches und anschauliches Beispiel einer geregelten Transposition soll hier die „Gartenzaun“-Transposition (auch Zick-Zack-Chiffre) dienen:
Die Buchstaben des Textes werden im Zick-Zack auf mehrere Zeilen geschrieben. Der verschlüsselte Text wird zeilenweise abgelesen:
Ein wirklich verwirrender Gartenzaun, in Großbuchstaben EIN WIRKLICH VERWIRRENDER GARTENZAUN wird verschlüsselt:
```
 E      I       I       E       R       D       A       N       N
  I   W   R   L   C   V   R   I   R   N   E   G   R   E   Z   U
    N       K       H       W       E       R       T       A

```

EIIER DANNI WRLCV RIRNE GREZU NKHWE RTA – die Verschlüsselung durch Transposition ist erfolgt. Der Empfänger kann die Botschaft entschlüsseln, indem er das Verfahren umkehrt, also die Zeichenblöcke geordnet erneut auf die vorher vereinbarte Anzahl von Zeilen schreibt.